# كريستوف روخوس
كريستوف روخوس, (Christophe Rochus) لاعب كرة مضرب بلجيكي محترف, من مواليد 15 ديسمبر 1978.

## سجل البطولات الكبرى
| البطولة           | 2007        | 2006         | 2005         | 2004         | 2003         | 2002         | 2001         | 2000         | 1999        |
| ----------------- | ----------- | ------------ | ------------ | ------------ | ------------ | ------------ | ------------ | ------------ | ----------- |
| أستراليا المفتوحة | الدور الأول | الدور الأول  | الدور الثاني | الدور الأول  | الدور الثاني | الدور الثاني | الدور الثالث | الدور الرابع | -           |
| فرنسا المفتوحة    | الدور الأول | الدور الثاني | الدور الأول  | الدور الثاني | الدور الثاني | الدور الأول  | الدور الأول  | الدور الأول  | الدور الأول |
| ويمبلدون          | -           | الدور الأول  | الدور الأول  | الدور الأول  | الدور الأول  | الدور الأول  | الدور الأول  | الدور الثاني | -           |
| أمريكا المفتوحة   | الدور الأول | الدور الأول  | الدور الأول  | -            | الدور الأول  | -            | الدور الثاني | الدور الأول  | -           |

## وصلات خارجية
- كريستوف روخوس على موقع رابطة محترفي التنس (الإنجليزية)
- كريستوف روخوس على موقع الاتحاد الدولي لكرة المضرب (الإنجليزية)
- كريستوف روخوس على موقع كأس ديفيز (الإنجليزية)
- كريستوف روخوس على موقع خلاصة التنس.كوم (الإنجليزية)
- كريستوف روخوس على موقع إي إس بي إن.كوم (الإنجليزية)